# Христофор Аведик Бернатович
Христофор Аведик Бернатович (пол. Krzysztof Awedyk Bernatowicz; 1590 — 7 січня 1671) — багатий львівський купець, банкір, сеньйор вірменської нації Львова. Секретар короля Яна II Казимира.

## Життєпис
Батько Христофора Бернатовича, Аведик Бернатович, був сеньйором вірмен Львова у 1626—1642 роках. Перші згадки про представників вірменського роду Бернатовичів у Львові сягають першої половини XV століття. Бернатовичі торгували, як і більшість львівських вірмен, з країнами Сходу, перш за все з Отоманською імперією. У 1602 році дід Христофора, Миколай Бернатович, втратив понад 100 тис. золотих через шахрайство шваґрів і представників в Константинополі, вірменських купців Івашковичів, і не зміг повернути вчасно власні борги. Втім, підприємливий Христофор Бернатович швидко покращив фінансову ситуацію родини завдяки успішній торгівлі. 

Про багатство Христофора Бернатовича свідчить легенда, яку розповідає Садок Баронч, галицький історик вірменського походження в «Життях славних вірмен в Польщі». Якось король Владислав IV, у фінансовій скруті, звернувся до Христофора Бернатовича з проханням позичити йому 100 000 дукатів. Коли Бернатович спитав, якими монетами він хоче отримати цю суму — золотими, срібними чи бронзовими, король жартома відповів: всіма трьома. Після цього, Христофор Бернатович позичив королю 300 000 дукатів, по 100 000 монетами кожного виду.
У 1635 році Іван Миколай Данилович, підскарбій коронний, передав йому в оренду акцизи на алкоголь в руському воєводстві.
Під час облоги Львова козаками і татарами у 1648 році, разом з Івашком Торосовичем, віддав 42 626 золотих на відкуп Богдану Хмельницькому. Втім, за час Хмельниччини, статки Бернатовича значно зменшилися. Спеціальна комісія, сформована міською радою для виплати боргів, що виникли внаслідок відкупів, заплачених під час двох облог міста в 1648 і 1655 роках, оцінила статки Христофора Аведика Бернатовича у 25 000 золотих.

## Родина
З дружиною Констанцією мали синів:
- Барнарда, суддю вірменського суду Львова, нобілітованого королем Яном III Собеським;
- Захарію, королівського секретаря Августа II Сильного.